# スノーフレイクの街角
「スノーフレイクの街角」（スノーフレイクのまちかど）は、杏里23枚目のシングル。1988年12月14日発売。発売元はフォーライフ・レコード。

## 解説
『スノーフレイクの街角』は「JT SomeTime LIGHTS」のCMソング第4弾、カップリングの『GOODBYE FUTURE』はテレビ朝日系「遊行見聞録」テーマ曲としてそれぞれ使用された。

## 収録曲
作詞：吉元由美 作曲：ANRI 編曲：小倉泰治
1. スノーフレイクの街角
  - JT SomeTime LIGHTS CMソング
2. GOODBYE FUTURE
  - テレビ朝日系 遊行見聞録 テーマ曲

## 関連作品
- BOOGIE WOOGIE MAINLAND
- MY FAVORITE SONGS 2
- OPUS 21
- Anri The Best